# USS Monssen (DD-436)

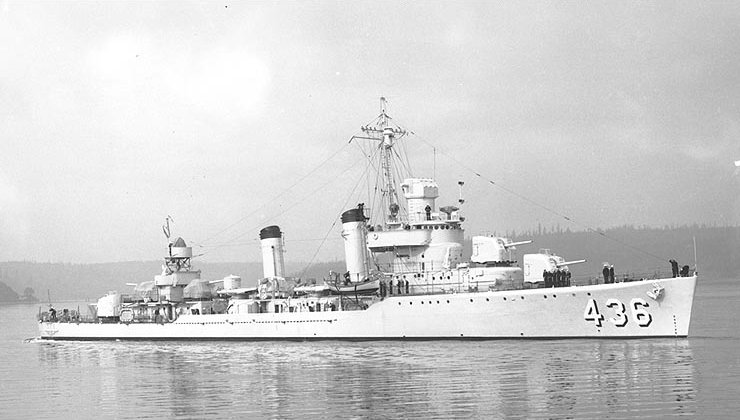
L'USS Monssen en mai 1941.

L’USS Monssen est un destroyer de classe Gleaves en service dans la marine américaine durant la Seconde Guerre mondiale. Il est coulé en 1942 durant la bataille de Guadalcanal.